# Pandanus longissimipedunculatus
Pandanus longissimipedunculatus är en enhjärtbladig växtart som beskrevs av Ugolino Martelli. Pandanus longissimipedunculatus ingår i släktet Pandanus och familjen Pandanaceae.
Artens utbredningsområde är Madagaskar. Inga underarter finns listade.